# Kolonnentaktik
Die Kolonnentaktik ist eine militärische Taktik, die aus der Zeit der Französischen Revolution stammt und die bis dahin angewandte Lineartaktik ergänzte und teilweise verdrängte.

## Geschichte
Für die aus Massenaufgeboten zusammengesetzten Heere der Ersten Französischen Republik war aus Mangel an Disziplin und Drill die Lineartaktik nicht anwendbar. Anstatt der langen Linien wandte man deshalb geschlossene Kolonnen an, in denen die ungeübten Mannschaften einen gewissen Halt fanden. Mit den in mehreren Treffen hintereinander auftretenden Kolonnen verband man die aus dem Amerikanischen Unabhängigkeitskrieg bekannt gewordenen regellosen Schützenschwärme.
Mit der wachsenden Größe der Heere wurde bald eine Gliederung in Unterabteilungen notwendig. Bei den Franzosen zuerst bildete sich die ständige Truppeneinteilung in Divisionen heraus, und diese wurden dann auch die strategische Einheit. Napoleon fand diese Veränderungen zwar bereits vor, doch erst nach zwei Siegen wurde sie allgemein anerkannt und nachgeahmt. Auch brachte er die Kolonnentaktik erst dadurch zur vollen Wirkung, dass er die Gefechtsreserve anwandte.
In Preußen wurde die „Angriffskolonne“ oder „Kolonne nach der Mitte“ die Normalgefechtsformation des Bataillons, die durch eine schnelle Herstellbarkeit der Linie die Vorteile der Lineartaktik mit denen der Kolonnentaktik zu vereinigen suchte. Zum Widerstand gegen die Kavallerie nahm die Kolonne nach der Mitte die Form des vollen Karrees an. Im engeren Verband der meist sechs Bataillone starken Brigade wurden zwei, bisweilen drei Treffen formiert, wobei die Bataillonskolonnen desselben Treffens nebeneinander, die Bataillone der verschiedenen Treffen aber auf die Zwischenräume der zwei vorderen Treffen gerichtet standen (schachbrettförmig, en échiquier).
Die Einleitung des Gefechts erfolgte durch eine schwache Schützenentwicklung vor der Front. Ging die Brigade zum Angriff vor, so füllten die Schützen die Zwischenräume (Intervalle) zwischen den Bataillonen aus.
In der Praxis hatte eine Kolonne meist eine Frontbreite von ein bis zwei Kompanien, was bedeutete, dass etwa fünfzig bis achtzig Männer nebeneinander und etwa neun bis zwölf Reihen hintereinander marschierten. Dies bedeutete eine Frontbreite von ca. 30 bis 60 Metern sowie eine Tiefe von ca. 11 bis 14 Metern. Eine Kolonne war an den Flanken weitaus weniger gefährdet als eine Linie der Lineartaktik. Zudem konnte ein Karree wesentlich schneller aus der Kolonne als aus der Linie gebildet werden. Nachteile waren die oft hohen Verluste bei Treffern durch gegnerische Artillerie sowie die geringere Feuerkraft der Kolonne, wenn diese auf in Linie aufgestellte Truppen traf.

## Geöffnete und geschlossene Kolonne
Man unterschied geöffnete von geschlossenen Kolonnen. Bei einer geöffneten Kolonne hatten die hintereinander stehenden Teile so viel Abstand, dass sie ohne weiteres zur Linie einschwenken konnten. Je nach Verwendung sprach man von
Marschkolonnen
mit schmaler Front und großer Tiefe
Rendezvouskolonnen
mit fast quadratischem Aufbau (2 Züge Breite), um große Massen auf kleinstem Raum zu versammeln; diese waren auch sehr gut zum Angriff mit dem Bajonett und zur Bildung von quadratischen Karrees zur Abwehr von Kavallerie geeignet
Manövrier- und Gefechtskolonnen
rechteckige Formationen (1 Zug Breite), die vom führenden Offizier leicht zu überblicken und in alle Richtungen beweglich waren; sie ließen sich rasch zur Linie umgruppieren und wieder zusammenziehen
Kompaniekolonne
mit verschiedenartiger Zusammenstellung, nämlich
Tiefkolonne
alle Kompanien hintereinander
Breitkolonne
alle Kompanien nebeneinander
Doppelkolonne
je zwei Kompanien hinter- und nebeneinander (1905 im deutschen Heer abgeschafft)
Regimentskolonnen
bei denen alle Bataillone in Tiefkolonne nebeneinander aufgestellt waren, sie diente bei der Infanterie nur zu Paradezwecken; bei Kavallerie handelte es sich um die Aufstellung des Regiments mit den Eskadrons unmittelbar nebeneinander ohne Zwischenraum
Halbkolonne
(bei der Kavallerie), bei der sich die Züge nur zur halben Breite decken
Eskadronskolonne
(bei der Kavallerie), wo sich die Züge in jeweils drei Zügen Abstand nebeneinander aufstellen
Kolonnenlinie
nannte man die Formation, bei welcher mehrere Truppenkörper in Kolonne in einer Reihe (mit größeren Abständen) nebeneinander standen. Die Gruppierung in Kolonnen eröffnete auf dem Schlachtfeld eine bis dahin unbekannte Flexibilität in der Führung kleinerer Kampfverbände. Während die Kolonnenformation in den Napoleonischen Kriegen immer ein ganzes Bataillon umfasste, ging man ab Mitte des 19. Jahrhunderts dazu über, Kompaniekolonnen zu bilden, anfangs in Preußen, dann allgemein. Zunächst wandten jedoch nur zwei Kompanien (von vier) diese Taktik an, während die anderen beiden ein „Halbbataillon“ als Reserve bildeten. Durch die Kompaniekolonnen wurden die Truppen noch beweglicher und flexibler und waren weniger verwundbar gegenüber den immer schlagkräftiger werdenden Feuerwaffen. Eine weitere Verbesserung erfolgte durch Einführung von Tirailleuren, die zum entscheidenden Element jedes Heers wurden.